# دیوید دووال
دیوید دووال (انگلیسی: David Duval؛ زادهٔ ۹ نوامبر ۱۹۷۱) یک گلف‌باز اهل ایالات متحده آمریکا است.